# 東京ベイ通信
東京ベイ通信株式会社（とうきょうべいつうしん）は、千葉県千葉市中央区に本社を置く、電気通信関連事業者である。
移動体通信新時代のインフラ整備支援および端末機器流通支援を主とする電気通信関連サービス事業を主業務として設立された。
1998年移動体衛星通信であるイリジウム通信サービスが日本で開業され、開業と同時に当時高額であった専用端末機のレンタルサービスを開始した（日本初）。
また国内主要空港で予約なし即日レンタル方式を確立したのもこのころである（日本初）。
その後スマートフォンの出現によりスマートフォンにスタンドアロンで動作可能な音声翻訳アプリケーションを搭載した端末を2011年商用化した。
1994年4月創業。
2016年12月閉業。

## 事業概要
移動体通信の本格サービスとともに歩んできた事業で、特に衛星通信イリジウムは1996年衛星の打ち上げを開始し、1998年に地球を周回する合計66機の通信衛星を利用したグローバルな衛星携帯電話によるサービス開始となり、国内初イリジウム専用端末レンタルを開始し多くのユーザーニーズにこたえた。
その後、地上系携帯電話レンタル（国内外）を開始。特にビジネスマンの必要ニーズを満足させることとなった。
西暦2000年1月1日のコンピューター誤動作発生予想対策時は、一般通信回線および地上系携帯電話回線にも大きな影響が出ることが予想されることとなり、緊急時の通信手段として衛星携帯電話の利用ニーズが高まった。
2012年3月発生の「東日本大震災」発生後、一般通信回線、地上系携帯電話回線が広域で利用不能となり、衛星携帯電話利用希望者に対し無料利用サービスを実施、震災地の応援を行った。
2011年12月商用化した音声自動翻訳機「スマート通訳ポン」はスタンドアロンで動作するスマートフォン利用機器としては日本初である。また団体行動時（団体旅行）に安心・便利に使えるスマートフォン利用のあり方について研究開発を実施している。
一方で近年の少子高齢化時代に突入し、増え続けるシニア層の余暇時間有効活用についてパソコンを利用した趣味追求型満足度時間増大方法およびパソコンを用いた痴ほう症防止対策への取り組みも行っている。